# キャンド・ヒート
キャンド・ヒート（Canned Heat）は、1965年にロサンゼルスで結成されたアメリカ合衆国のブルースおよびロック・バンドである。
ブルース音楽やそのオリジナル・アーティストへの関心を促す取り組みで知られ、その音楽と姿勢は多くの支持者を魅了し、ヒッピー時代に人気となったものの1つとしての地位を確立した。1960年代の終わりにモントレー・ポップ・フェスティバル（1967年）とウッドストック・フェスティバル（1969年）に出演した。

## 略歴
キャンド・ヒートはブルース愛好家であるアラン・ウィルソンとボブ・ハイトによって発進され、トミー・ジョンソンの「キャンド・ヒート・ブルース (Canned Heat Blues)」（1928年）から名付けられた。同曲はエタノールを含むゼリー状の燃料であるスターノを死ぬほど飲むようになったアルコール依存症の歌で、1914年のオリジナルの製品名「Sterno Canned Heat」から一般的に「キャンド・ヒート」と呼ばれている。後年、彼等はハイト（ボーカル）、ウィルソン（ギター、ハーモニカ、ボーカル）、ヘンリー・ヴェスタインとその後のハーヴェイ・マンデル（リード・ギター）、ラリー・テイラー（ベース）、アドルフォ・デ・ラ・パラ（ドラム）からなるラインナップで世界的に有名になった。
キャンド・ヒートは、1960年代の終わりにほとんどの主要な音楽イベントに登場し、ブルースのスタンダードを自分達の楽曲とともに演奏し、時には長く「サイケデリック」なソロに耽ることもあった。「ゴーイン・アップ・ザ・カントリー」（1968年）と「オン・ザ・ロード・アゲイン」（1968年）は、国際的なヒット曲となった。「ゴーイン・アップ・ザ・カントリー」は、1927年にケンタッキー州ルイビルで録音されたヘンリー・トーマスの曲「Bull Doze Blues」のリメイク。「オン・ザ・ロード・アゲイン」は、1953年のフロイド・ジョーンズの同名曲のリメイクで、1928年に録音されたトミー・ジョンソンの曲「Big Road Blues」に基づいていると伝えられる。1970年には、ウィルバート・ハリスンの「レッツ・ワーク・トゥゲザー」を取り上げ、全英シングルチャートの最高位2位を達成した。
1970年代初頭以来、多くのメンバー・チェンジが発生した。1990年代と2000年代のほとんどの間、そして2019年にラリー・テイラーが亡くなった後、デ・ラ・パラはバンドにおける1960年代のラインナップの唯一残されたメンバーとなった。彼は2000年に、バンドでのキャリアについて『Living the Blues』というタイトルの本を書いた。マンデルや、ウォルター・トラウト、ジュニア・ワトソンは、バンド後期に演奏したことで名声を得たギタリストたちである。

## メンバー

### 現在のメンバー
- アドルフォ・"フィト"・デ・ラ・パラ (Adolfo "Fito" de la Parra) - ドラム、ボーカル (1967年– )[5][6]
- ジョン・ポーラス (John Paulus) - ギター (2000年–2006年、2013年、2014年– )
- デイル・スポルディング (Dale Spalding) - ギター、ハーモニカ、ベース、ボーカル (2008年– )
- リック・リード (Rick Reed) - ベース (2019年– )

## ディスコグラフィ

### スタジオ・アルバム
- 『キャンド・ヒート』 - Canned Heat (1967年、Liberty) ※旧邦題『エレクトリック・ブルースの王者 キャンド・ヒート登場』
- 『ブギー・ウィズ・キャンド・ヒート』 - Boogie with Canned Heat (1968年、Liberty)
- 『リヴィング・ザ・ブルース』 - Living the Blues (1968年、Liberty) ※旧邦題『これがブルース・ロックだ』
- 『ハレルヤ』 - Hallelujah (1969年、Liberty)
- 『フューチャー・ブルース』 - Future Blues (1970年、Liberty) ※旧邦題『未来のブルース』
- 『ヴィンテージ』 - Vintage (1970年、Janus)
- 『ヒストリカル・フィギュアとアンシェント・ヘッズ』 - Historical Figures and Ancient Heads (1971年、United Artists) ※旧邦題『ロックン・ロール'72』
- 『ザ・ニュー・エイジ』 - The New Age (1973年、United Artists)
- 『新たなる前進』 - One More River to Cross (1973年、Atlantic/WEA)
- 『ブギーの条件』 - Human Condition (1978年、Takoma/Sonet)
- Kings of the Boogie (Dog House Blues) (1981年、Destiny)
- Reheated (1988年、SPV)
- Internal Combustion (1994年、AIM)
- Canned Heat Blues Band (1996年、Ruf)
- Boogie 2000 (1999年、Ruf)
- Friends in the Can (2003年、Ruf)
- Christmas Album (2007年、Ruf)

### コラボレーション・アルバム
- 『フッカー&ヒート』 - Hooker 'n Heat (1971年、Liberty Records) ※with ジョン・リー・フッカー
- 『メンフィス・ヒート』 - Memphis Heat (1974年、Barclay) ※with メンフィス・スリム
- Gate's on the Heat (1974年、Barclay) ※with クラレンス・"ゲイトマウス"・ブラウン

### ライブ・アルバム
- 『ヨーロッパ '70』 - Canned Heat '70 Concert Live in Europe (1970年、Liberty) ※旧邦題『オン・ステージ』
- 『モニュメンタル・ライヴ』 - Live at Topanga Corral (1971年、Wand)
- Captured Live (1980年、Accord)
- Hooker 'n Heat, Live at the Fox Venice Theatre (1981年、Rhino)
- Boogie up the Country (1987年)
- Burnin' Live (1991年、SPV)
- Boogie Assault (1991年、AIM) ※『Live in Oz』で再発あり
- Canned Heat Live (1993年)
- King Biscuit Flower Hour (1995年)
- Live at Turku Festival (1995年)
- Live at Montreux 1973 (2011年)
- Illinois Blues 1973 (2015年)
- Stockholm 1973 (2015年)
- 『カーネギー・ホール 1971』 - Carnegie Hall 1971 (2015年) ※with ジョン・リー・フッカー
- 『ソングス・フロム・ザ・ロード』 - Songs From The Road (2015年) ※2015年3月ドイツ収録